# آنتونی کاستا
آنتونی دانیل کاستا (به انگلیسی: Antony Daniel Costa) (زاده ۲۳ ژوئن ۱۹۸۱) خواننده، آهنگ نویس، بازیگر و یکی از اعضای گروه بلو است.

## سالهای کودکی و خانواده
آنتونی در ادگوار، شمال لندن متولد شد و به مدرسه هندن در بارنت تحصیل نمود. پدرش از یونانیان مقیم قبرس و مادرش یهودی است. او یک برادر به نام لویس و یک خواهر به نام ناتالی دارد. نامزد قبلی او لوسی بالستر بود که از او یک فرزند به نام امیلی الیویا دارد که در ۱۰ مارچ ۲۰۰۴ زاده شد.

## کارها
یکی از اولین کارهای آنتونی در تلویزیون، بازی گردن نقش پاپیل در کمدی استیون مافت به نام چاک (به انگلیسی: Chalk) بود. او بعداً در تپه روستایی (به انگلیسی: Grange Hill) ظاهر شد.
کاستا، عضوی گروه موسیقی پاپ انگلیسی بلو می‌باشد.
در سال ۲۰۰۴، کاستا، همراه با پیتر آندره همراه نخست وزیر انگلستان تونی بلر طی مراسم ورود ۱۰ عضو جدید به اتحادیه اروپا که شامل قبرس نیز بود، دیدار کردند. در سال ۲۰۰۵ در برنامه مسابقه‌ای من یک هنرمند هستم... مرا از اینجا بیرون کنید! و از برنامه بعد از ۱۴ روز خارج شد.
کاستا، اولین آهنگ تکی خود را با نام آیا تاکنون به من فکر کرده‌ای (به انگلیسی: Do You Ever Think of Me) را در فوریه سال ۲۰۰۶ عرضه نمود. این آهنگ به عنوان اولین آهنگ او محسوب شد و شماره نوزدهم را در جدول تک آهنگهای انگلستان از آن خود کرد. در سوم ژوئیه، ۲۰۰۶ او اولین آلبوم خود را به نام قلبی پر از روح (به انگلیسی: Heart Full of Soul) در انگلستان و ایرلند عرضه کرد. آلبوم به جدول راه نیافت، او ناشر خود، Globe را به خاطر نتیجه ناکام جدول رها کرد. در ۲۸ آوریل سال ۲۰۰۹، بلو اعلام نمودند که دوباره یکجا شده‌اند و به زودی با آلبومی جدید برمیگردند.

### تور تکی
در مارچ ۲۰۰۸، کاستا یک تور تکی را اجرا کرد که در آن آهنگهایی از آلبوم اول او اجرا شد. تور او، هجده تاریخ مختلف داشت، که از ۱۶ فوریه سال ۲۰۰۸ در بریندلی، رانکورن انگلیتان آغاز و در ۲۶ مارچ ۲۰۰۸ در فارنس انگلستان ختم گردید.

## آلبوم‌شناسی

### آلبومها
- ۲۰۰۶: قلبی پر از روح (Heart Full of Soul)

### تک آهنگها
- ۲۰۰۶: آیا تابحال در مورد من فکر کرده‌ای (Do You Ever Think of Me) از آلبوم Heart Full of Soul